# Saisie (linguistique)
La saisie d'un mouvement correspond, dans la psychosystématique du langage de Gustave Guillaume, à l'interruption de la formation du signifié d'un mot lorsqu'on va prononcer ce mot ou simplement même lorsqu'on le conçoit. Le signifié est différent selon la saisie plus ou moins précoce au cours des quelques millièmes de seconde où l'on conçoit le mot. Cette saisie explique les différences sémantiques dans les différents emplois d'un même mot. Pour un verbe, par exemple, l'infinitif n'a ni temps ni mode, il n'a que l'aspect : la saisie de l'image de cette action est précoce et incomplète. En revanche si le même verbe est conjugué, c'est que l'esprit a eu le temps de former, sur le verbe, un mode et un temps en plus du simple aspect.
Tout mot prononcé est ainsi le résultat d'une saisie plus ou moins précoce ou tardive selon l'utilisation de ce mot.